# Ghiacciaio Schmidt
Il ghiacciaio Schmidt (in inglese: Schmidt Glacier) è un ghiacciaio lungo circa 37 km situato sulla costa di Zumberge, nella parte occidentale della Terra di Ellsworth, in Antartide. In particolare, il ghiacciaio, il cui punto più alto si trova a circa 1.500 m s.l.m., si trova nella parte centro-settentrionale della dorsale Patrimonio, nelle Montagne di Ellsworth. Da qui, esso fluisce verso nord a partire dalle vicinanze delle picco Hall e scorrendo lungo il versante occidentale della scarpata Thompson e delle colline Gross, nella catena delle cime Pioniere, fino ad unire il proprio flusso a quello del ghiacciaio Splettstoesser a nord del monte Virginia.

## Storia
Il ghiacciaio Schmidt è stato mappato da una spedizione inviata nelle montagne di Ellsworth dall'Università del Minnesota nella stagione 1961-62. La stessa spedizione ha poi così battezzato il ghiacciaio in onore di un suo membro, il geologo statunitense Paul G. Schmidt.